# Gestion électronique de régulation en temps réel pour l'urbanisme, les déplacements et l'environnement
Pour les articles homonymes, voir Gertrude.

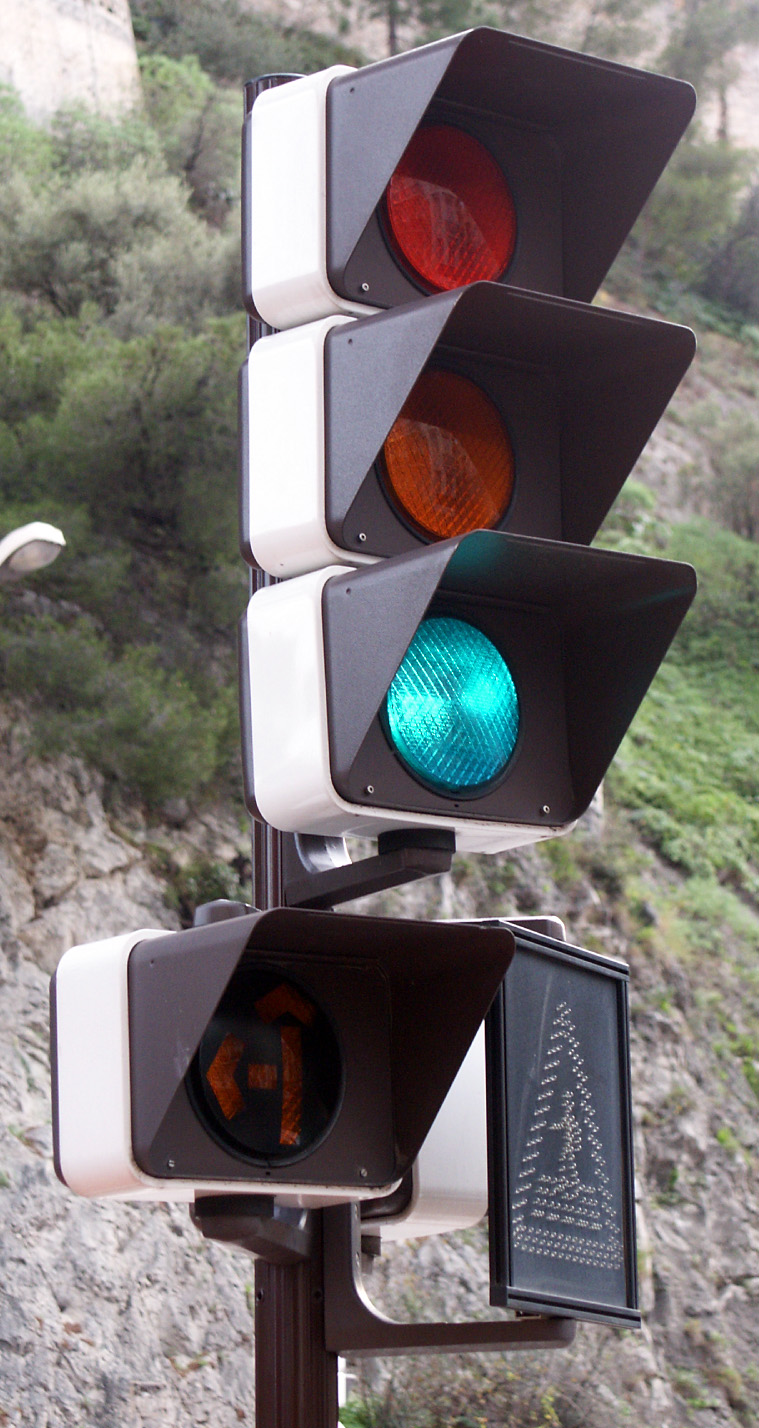

GERTRUDE, pour gestion électronique de régulation en temps réel pour l'urbanisme, les déplacements et l'environnement (anciennement gestion électronique de la régulation du trafic routier urbain défiant les embouteillages) est le nom d'un système de régulation des feux tricolores, qui a été initialement implanté dans la communauté urbaine de Bordeaux dans les années 1970. Le principe est de minimiser les temps d'attente en synchronisant les feux sur les grands axes, en fonction du trafic. Des installations comptent les véhicules ou les longueurs des files d'attente (boucles magnétiques implantées dans la chaussée, aux carrefours et sur les axes), et le tout est centralisé à un poste de commande, qui régule informatiquement les feux de la ville ou de l'agglomération et fluidifie ainsi le trafic,.
Ce système, commercialisé par la société Gertrude SAEM, est maintenant implanté dans de nombreuses villes et métropoles :
- Metz
- Caen
- Le Mans
- Dunkerque
- Reims
- Troyes
- Montpellier